# Clusia mamillata
Clusia mamillata är en tvåhjärtbladig växtart som beskrevs av José Cuatrecasas. Clusia mamillata ingår i släktet Clusia och familjen Clusiaceae. Inga underarter finns listade i Catalogue of Life.